# إبراهيم محمد
إبراهيم محمد مخرج و ممثل قطري من مؤسسين فرقة مسرح الأضواء عام 1974 شارك في العديد من المسرحيات والمسلسلات التلفزيونية ممثلا و مخرجا .

## أعماله

### المسلسلات
- حبة رمل
- هالشكل يازعفران
- أحلام البسطاء
- حتى أشعار آخر
- عفوا سيدي الوالد

### المسرحيات
- بودرياه

### إخراج
- هالشكل يازعفران